# Jean Delannoy
Jean Delannoy, född 12 januari 1908 i Noisy-le-Sec, död 18 juni 2008 i Guainville, var en fransk skådespelare, manusförfattare, klippare och filmregissör. Bland hans verk märks Symphonie pastorale som vann Guldpalmen vid Filmfestivalen i Cannes 1946.  År 1973 satt han med i juryn för festivalen.

## Biografi
Jean Delannoy föddes 1908 i Noisy-le-Sec, en förortskommun till Paris. Han studerade litteratur och filosofi vid Paris universitet. Under det tidiga 1930-talet blev han chefsklippare på Paramounts studio i Joinville.
Delannoy dog 18 juni 2008, 100 år gammal.

## Filmografi i urval
- 1943 – Under eviga stjärnor
- 1946 – Symphonie pastorale
- 1949 – Mayerlingdramat
- 1956 – Ringaren i Notre Dame
- 1956 – Marie Antoinette
- 1958 – Maigret gillrar en fälla
- 1959 – Maigret et l'affaire Saint-Fiacre
- 1960 – Baronen lever högt
- 1964 – Les amitiés particulières
- 1966 – Sultanerna
- 1967 – Mannen i gula ulstern